# JAUS
Die Joint Architecture for Unmanned Systems (JAUS) ist eine offene Softwarearchitektur in der Domäne der unbemannten Systeme. Sie wurde ab 1995 als Joint Architecture for Unmanned Ground Systems (JAUGS) auf Initiative des Verteidigungsministeriums der Vereinigten Staaten entwickelt. Seit dem Jahre 2004 wird die Arbeit von der Society of Automotive Engineers (SAE) im technischen Gremium AS-4 weitergeführt.